# Alfred Fischer (botaniste)
Pour les articles homonymes, voir Alfred Fischer et Fischer.
Alfred Fischer, né le 17 décembre 1858 à Meissen et décédé le 27 mars 1913, est un botaniste saxon. Il est principalement connu pour sa dispute avec Erwin Frink Smith concernant le rôle des bactéries dans la pathologie végétale. Il a également enseigné la botanique à l'Université de Leipzig.

## Travaux
- Die Plasmolyse der Bakterien (1891)
- Untersuchungen über bakterien (1894)
- Vorlesungen über Bakterien (1897)[2]
- Beiträge zur kenntnis der physiologie und verbreitung denitrifizierender thiosulfat-bakterien (1914)